# Coccinellini
Coccinellini es una tribu de coleópteros polífagos perteneciente a la familia Coccinellidae. Tiene una distribución mundial.

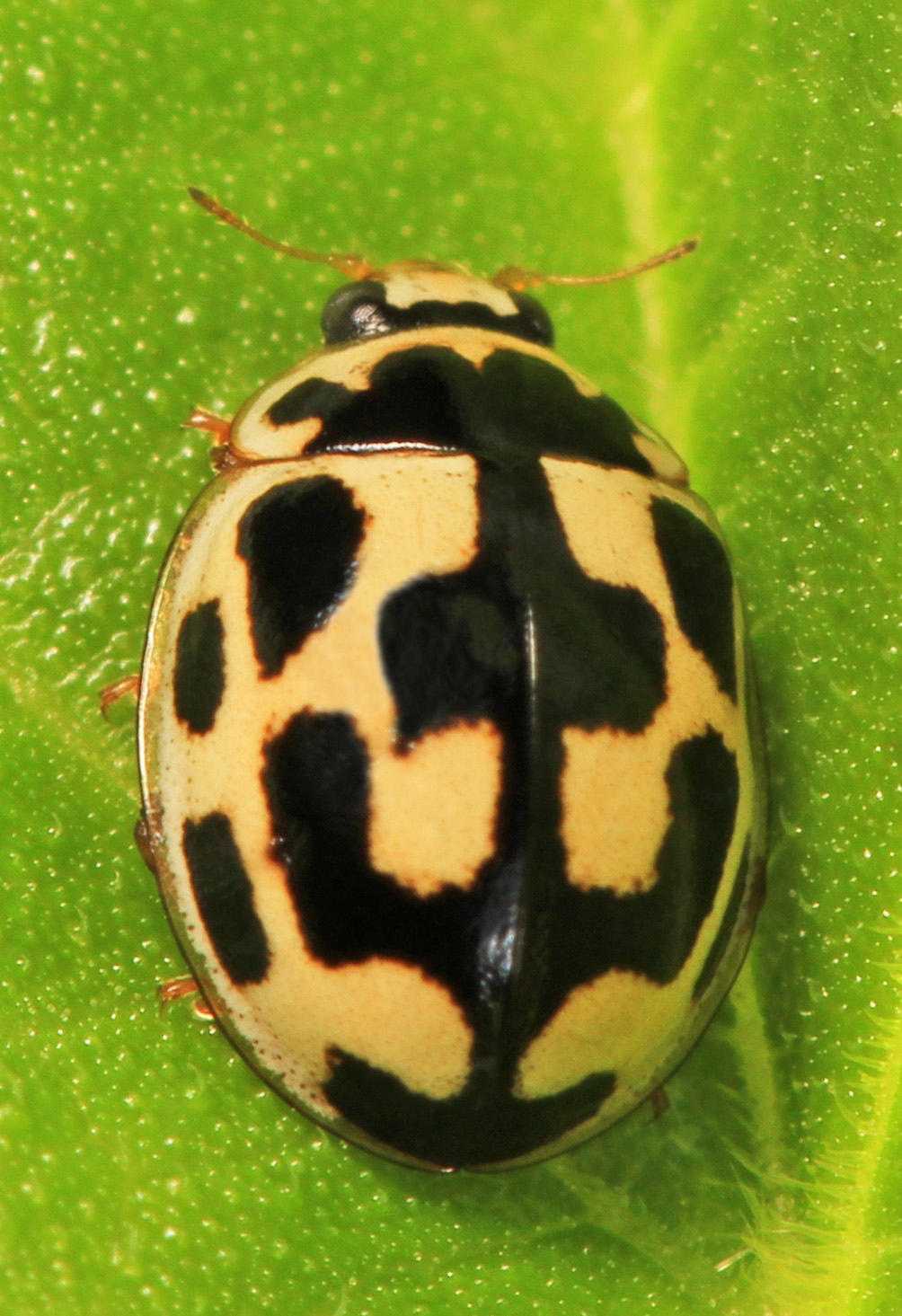
Propylea quatuordecimpunctata

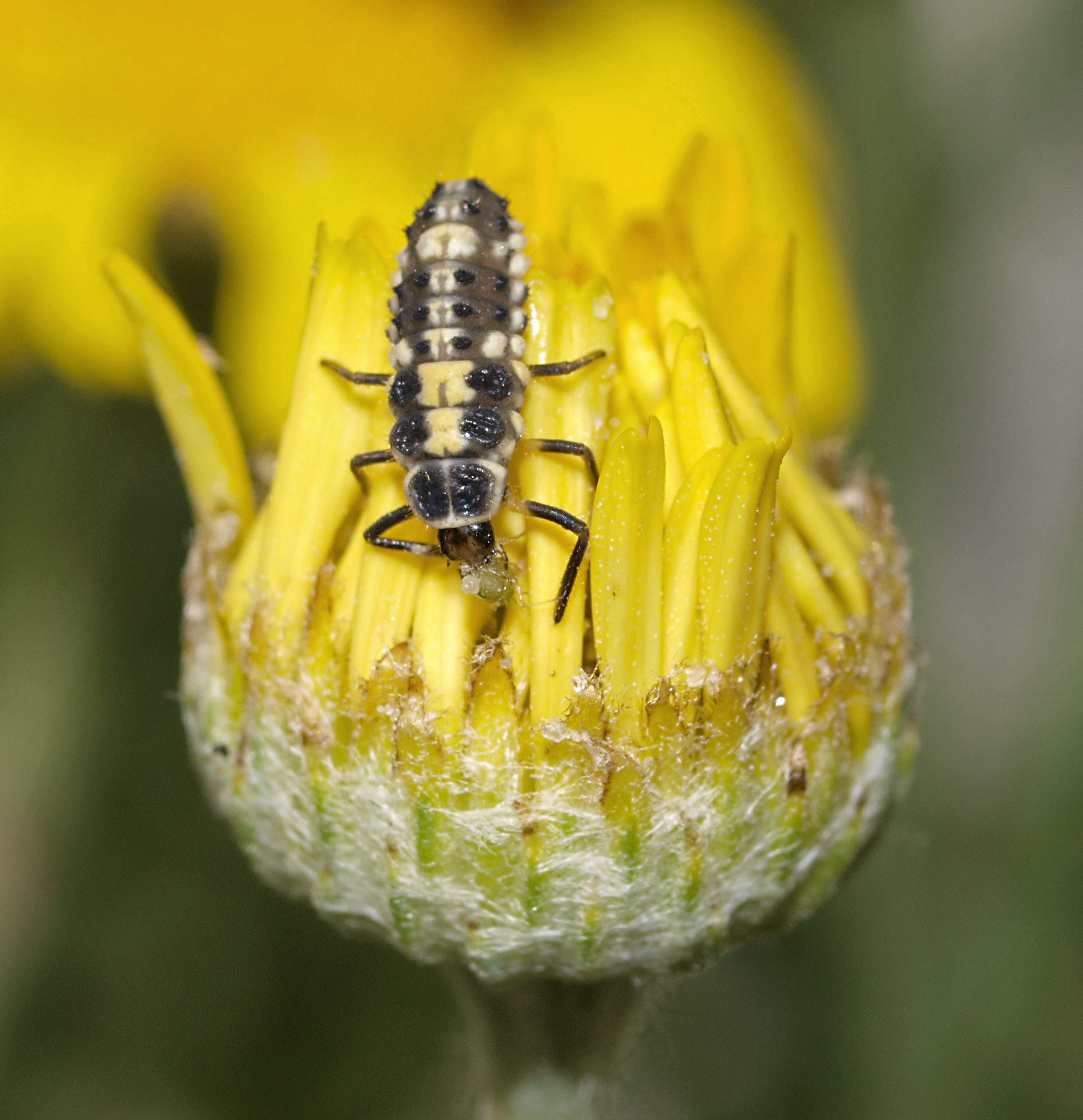
Larva de Propylea quatuordecimpunctata alimentándose de pulgones

## Géneros
Se reconocen los siguientes géneros:
- Aaages Barovskij, 1926
- Adalia Mulsant, 1846
- Adaliopsis Capra, 1926
- Aiolocaria Crotch, 1871
- Alloneda Iablokoff-Khnzorian, 1979
- Anatis Mulsant, 1846
- Anegleis Iablokoff-Khnzorian, 1982
- Anisolemnia Crotch, 1874
- Anisosticta Chevrolat in Dejean, 1837
- Antineda Iablokoff-Khnzorian, 1982
- Aphidecta Weise, 1893
- Archegleis Iablokoff-Khnzorian, 1984
- Asemiadalia Barovsky, 1931
- Australoneda Iablokoff-Khnzorian, 1984
- Bothrocalvia Crotch, 1874
- Bulaea Mulsant, 1850
- Callicaria Crotch, 1871
- Calvia Mulsant, 1846
- Ceratomegilla Crotch, 1873
- Cheilomenes Chevrolat in Dejean, 1837
- Chloroneda Timberlake, 1943
- Cirocolla Vandenberg, 1992
- Cleobora Mulsant, 1850
- Clynis Mulsant, 1850
- Coccinella Linnaeus, 1758
- Coccinula Dobzhanskiy, 1925
- Coelophora Mulsant, 1850
- Coleomegilla Timberlake, 1920
- Cycloneda Crotch, 1871
- Cyrtocaria Crotch, 1874
- Declivitata Fürsch, 1964
- Discotoma Mulsant, 1850
- Docimocaria Crotch, 1874
- Dysis Mulsant, 1850
- Egleis Mulsant, 1850
- Eoadalia Iablokoff-Khnzorian, 1977
- Eonaemia Iablokoff-Khnzorian, 1982
- Eoneda Iablokoff-Khnzorian, 1985
- Eothea Iablokoff-Khnzorian, 1986
- Eriopis Mulsant, 1850
- Erythroneda Timberlake, 1943
- Eumegilla Crotch, 1871
- Euseladia Crotch, 1874
- Halyzia Mulsant, 1846
- Harmonia Mulsant, 1850
- Heterocaria Timberlake, 1943
- Heteroneda Crotch, 1871
- Hippodamia Chevrolat in Dejean, 1837
- Hysia Mulsant, 1850
- Illeis Mulsant, 1850
- Isora Mulsant, 1850
- Lioadalia Crotch, 1874
- Macroilleis Miyatake, 1965
- Macronaemia Casey, 1899
- Megalocaria Crotch, 1871
- Megillina Weise, 1909
- Micraspis Chevrolat in Dejean, 1836
- Microneda Crotch, 1871
- Mononeda Crotch, 1874
- Mulsantina Weise, 1906
- Myrrha Mulsant, 1846
- Myzia Mulsant, 1846
- Naemia Mulsant, 1850
- Neda Mulsant, 1850
- Neocalvia Crotch, 1871
- Neohalyzia Crotch, 1871
- Neoharmonia Crotch, 1871
- Nesis Mulsant, 1850
- Oenopia Mulsant, 1850
- Oiocaria Iablokoff-Khnzorian, 1982
- Olla Casey, 1899
- Omalocaria Sicard, 1909
- Oxytella Weise, 1902
- Palaeoneda Crotch, 1871
- Pania Mulsant, 1850
- Paranaemia Casey, 1899
- Paraneda Timberlake, 1943
- Phrynocaria Timberlake, 1943
- Pristonema Erichson, 1847
- Procula Mulsant, 1850
- Propylea Mulsant, 1846
- Protothea Weise, 1898
- Pseudadonia Timberlake, 1943
- Psyllobora Chevrolat in Dejean, 1837
- Seladia Mulsant, 1850
- Singhikalia Kapur, 1963
- Sospita Mulsant, 1846
- Sphaeroneda Crotch, 1871
- Spilindolla Vandenberg, 1996
- Spiloneda Casey, 1908
- Synona Pope, 1988
- Synonycha Chevrolat in Dejean, 1836
- Tytthaspis Crotch, 1874
- Vibidia Mulsant, 1846
- Vodella Mulsant, 1853
- Xanthadalia Crotch, 1874